# آدم كوراني
آدم كوراني (بالمجرية: Korányi Ádám)‏ هو رياضياتي مجري، ولد في 13 يوليو 1932 في سيجد في المجر.